# Isabella van Jeruzalem
Isabella van Jeruzalem (1172 - mei/juni 1205) was koningin van Jeruzalem van 1192 tot haar dood in 1205.
Isabella was de dochter van Amalrik I uit zijn tweede huwelijk met Maria Comnena, een halfzus van de Byzantijnse keizer Manuel I Komnenos. Zij was zo een halfzus van Boudewijn IV en Sibylla van Jeruzalem. Na het overlijden van haar halfbroer en halfzus, werd zij in feite in 1190 de rechtmatige troonopvolgster. Desondanks bleef haar zwager Guy van Lusignan, de echtgenoot van Sibylla, volhouden dat hij de rechtmatige koning was. Zo duurde het tot 1192 eer Isabella effectief de heerschappij verwierf.

## Jeugd
Isabella bracht haar eerste jaren door aan het hof van haar moeder en stiefvader Balian van Ibelin, grotendeels in Nablus. Ze werd door de poëet Ambrose omschreven als een erg gewiekst, ondeugend en een lief meisje; volgens de moslimbiograaf Imad ad-Din al-Isfahani had ze zwart haar en een te laag zelfvertrouwen.
Isabella's vader, Amalrik, moest zijn vorige huwelijk met Agnes van Courtenay annuleren, maar had met succes bedongen dat zijn kinderen uit het huwelijk legitiem werden verklaard. Haar halfbroer Boudewijn IV werd unaniem erkend als koning - hij was immers de enige man die beschikbaar was, maar leed wel onherstelbaar aan lepra. De troonopvolging zou daarom kunnen vervallen aan zijn volle zuster Sibylla, of als haar legitimiteit werd betwijfeld, aan zijn halfzuster Isabella. Isabella's moeder en de familie Ibelin hadden sterke ambities om haar te zien slagen. De diplomatieke koers van Boudewijn IV was voorzichtig met die ambities en was gebaat bij Europese huwelijken voor zijn zusters, waarbij hij zijn zuster Sibylla als rechtmatige erfgename aanwees.
In 1180, toen Isabella 8 jaar oud was, werd ze uitgehuwelijkt aan Humpfrey IV van Toron, op order van Boudewijn IV; dit zou gebeurd zijn naar aanleiding van een schuldvergoeding aan Humpfreys grootvader Humpfrey II, die dodelijk verwond werd toen hij het leven redde van de koning bij Baniyas. De uithuwelijking werd ook gedaan om haar uit de buurt te krijgen van de Ibelins, die een behoorlijke politieke macht hadden vergaard aan het hof van Jeruzalem. Ze trouwden in 1183 toen Humpfrey 16 of 17 en Isabella 11 jaar oud was. Door het verbloemen van de politieke achtergrond van dit huwelijk deden Humpfreys moeder Stephanie van Milly en zijn stiefvader Reinoud van Châtillon er alles aan om het contact met Isabella's moeder en stiefvader te blokkeren. Tijdens de huwelijksceremonie werd het kasteel van Kerak belegerd (zie Beleg van Kerak) door de strijdkrachten van Saladin.

## Opvolging
Kort daarop, nadat Boudewijn IV gefrustreerd raakte door acties van Sibylla's tweede man Guy van Lusignan, vanwege zijn militaire onvermogen bij Kerak, besloot hij zijn vijfjarige neef Boudewijn van Montferat (Sibylla's zoon uit haar eerste huwelijk) aan te wijzen als opvolger en kroonde hem tot medekoning. In de wilsbeschikking van Boudewijn IV stond dat als Boudewijn V jong mocht overlijden de kwestie van de erfopvolging in handen lag van de koningen van Engeland, Frankrijk en Duitsland, allen familie van de jonge koning. De kansen van zowel Sibylla als Isabella werden gelijk ingeschat.
Boudewijn IV overleed in het voorjaar van 1185, kort nadat een publiekelijk vertoonde kroning van Boudewijn V in de Heilige Grafkerk hieraan was voorafgegaan. Hierbij droeg Balian van Ibelin de kleine troonopvolger, om hiermee aan te geven dat de familie Ibelin zijn claim op de troon accepteerde. Raymond III van Tripoli werd regent voor de kleine Boudewijn, maar Boudewijn V overleed al het jaar erop (1186).
De kwestie rond de erfopvolging barstte opnieuw los, de aanhangers van Isabella trokken Sibylla's legitimiteit opnieuw in twijfel, door het geannuleerde huwelijk van haar ouders, maar dat was niet ter zake, want als ze niet getrouwd was met Guy van Lusignan, werd de erfopvolging minder bemoeilijkt. Nu zowel Boudewijn IV als Boudewijn V overleden waren, was het minder moeilijk voor Isabella en haar medestanders om te roeren in de erfopvolging, omdat ze nu al ouder dan 14 jaar was.
Het testament van Boudewijn IV werd niet ingewilligd. Sibylla kroonde zichzelf tot koningin in 1186 en verwierp het aandringen om van haar man te scheiden, en kroonde Guy van Lusignan als co-koning. Isabella's aanhang, geleid door haar moeder Maria Comnena, stiefvader Balian en Raymond III van Tripoli had een bijeenkomst in Nablus. Ze hadden verwacht dat Humpfrey zijn steun zou betuigen aan Isabella's claim op de troon, maar toen de kans zich voordeed, gaf hij zijn steun aan Guy.

## Koningin van Jeruzalem
Tijdens het Beleg van Akko (1189-1191) stierven koningin Sibylla met haar twee dochters in het nabij gelegen tentenkamp, Guy bleef zichzelf echter als koning erkennen, terwijl het hof nu toch echt Isabella als koningin naar voren schoof.
Haar aanhangers, met als eersten haar moeder Maria Comnena en Balian de Ibelin, realiseerden zich dat ze een gelijkwaardige (co-)koning nodig hadden. Deze situatie was niet onbekend, Isabella's vader (Amalrik I van Jeruzalem) werd al eerder gedwongen om van zijn eerste vrouw te scheiden en ook haar halfzus Sibylla had onder druk gestaan, maar weigerde om haar huwelijk met Guy te annuleren. Isabella die erg aan Humpfrey van Toron gehecht was geraakt, omdat ze grotendeel samen opgroeiden, moest onder grote druk een beslissing nemen om te scheiden. Humpfrey had daarbij geen grote ambities koning te worden en had zichzelf ook nog loyaal naar Guy van Lusignan opgesteld, hij was ook meer een diplomaat dan een strijder. In het najaar van 1190 namen Maria en Balian Isabella mee van Humpfrey vandaan en dwongen haar om de scheidingspapieren te ondertekenen. Als reden werd gegeven dat Isabella nog minderjarig was toen ze met Humpfrey trouwde, en dit onder dwang gebeurd was van de toenmalige koning Boudewijn IV, en dat daardoor het huwelijk eigenlijk ongeldig was. Vervolgens was de intentie om haar uit te huwelijken aan Koenraad van Monferrato, een verwant van Boudewijn IV die zichzelf al aardig had bewezen als politicus en militair.
Ook Humpfrey werd onder druk gezet om te scheiden, hij werd zelfs uitgedaagd door Guy III de Senlis tot een duel, wat hij weigerde. Hij gaf uiteindelijk toch toe en ondertekende zijn huwelijksannulering met Ubaldo Lanfranchi, Aartsbisschop van Pisa. Op 24 november 1190 trouwden Isabella en Koenraad in Tyrus. De ceremonie werd geleid door Filips van Dreux, velen zagen het huwelijk als incestieus. Velen dachten dat het huwelijk niet wederzijds was, mede door het leeftijdsverschil. Isabella compenseerde Humpfrey van Toron met de teruggave van zijn landerijen Toron, Chastel Neuf en andere gebieden.

## Huwelijken en kinderen
Isabella trouwde vier keer, eerst met Humpfrey IV van Toron waarvan ze scheidde ten bate van het behoud van het Koninkrijk. Daarna huwde ze Koenraad van Monferrato die, nadat ze tot koning en koningin gekroond waren in 1192, werd doodgestoken door een moslimstrijder. Zij kreeg met hem een dochter, Maria van Monferrato.
Acht dagen later -net na de begrafenis- trouwde ze met Hendrik II van Champagne, ze kreeg twee dochters met hem: Alice en Philippa. Hun huwelijk duurde maar vijf jaar, doordat hij in 1195 uit het raam van een hoge toren viel (of werd geduwd), mogelijk de toren van David.
Vervolgens huwde ze met Amalrik van Lusignan, de oudere broer van Guy van Lusignan. Met hem kreeg ze twee dochters en een zoon: Sybille, Melisende en Amalrik. In 1205 overleden eerst zoon Amalrik, daarna echtgenoot Amalrik (2) van Lusignan en tot slot Isabella zelf kort na elkaar aan de gevolgen van de heersende ziektes zoals dysentrie.
- In november 1183 huwde Isabella met Humpfrey IV van Toron in de Burcht Kerak, er kwamen geen kinderen uit hun huwelijk voort.
- Op 24 november 1190 huwde Isabella met Koenraad van Montferrato in Akko;
  - Maria van Monferrato werd, als opvolgster van haar moeder, koningin van Jeruzalem en huwde met Jan van Brienne.
- Op 5 mei 1192 huwde Isabella met Hendrik II van Champagne, ze kregen drie kinderen;
  - Maria van Champagne (1193 - 1205)
  - Alice van Champagne (1195 - 1246) huwde met Hugo I van Cyprus
  - Filipa van Champagne (1196 - 1250) huwde met Evrard van Brienne-Ramerupt
- In januari 1198 huwde ze met Amalrik van Lusignan in Akko, en zij kregen drie kinderen;
  - Sybille van Lusignan (1198 - 1225), huwde met Leo II van Armenië
  - Mélisende van Lusignan(1199 - 1249), huwde rond 10 januari 1218 in Tripoli met Bohemund IV van Antiochië
  - Amalrik van Lusignan (1201 - 1205)

## Voorouders
| Voorouders van Isabella van Jeruzalem (1172-1205) | Voorouders van Isabella van Jeruzalem (1172-1205)                   | Voorouders van Isabella van Jeruzalem (1172-1205)                   | Voorouders van Isabella van Jeruzalem (1172-1205)                   | Voorouders van Isabella van Jeruzalem (1172-1205)                   | Voorouders van Isabella van Jeruzalem (1172-1205)               | Voorouders van Isabella van Jeruzalem (1172-1205)               | Voorouders van Isabella van Jeruzalem (1172-1205)               | Voorouders van Isabella van Jeruzalem (1172-1205)               |
| ------------------------------------------------- | ------------------------------------------------------------------- | ------------------------------------------------------------------- | ------------------------------------------------------------------- | ------------------------------------------------------------------- | --------------------------------------------------------------- | --------------------------------------------------------------- | --------------------------------------------------------------- | --------------------------------------------------------------- |
| Overgrootouders                                   | Fulco IV van Anjou (1043-1109) ∞ Bertrada van Montfort (1070–1117)  | Fulco IV van Anjou (1043-1109) ∞ Bertrada van Montfort (1070–1117)  | Boudewijn II van Jeruzalem (-1131) ∞ Morphia van Melitene (-1126)   | Boudewijn II van Jeruzalem (-1131) ∞ Morphia van Melitene (-1126)   | Andronikos Komnenos (1108-1142) ∞ Irene (-)                     | Andronikos Komnenos (1108-1142) ∞ Irene (-)                     | ? (-) ∞ ? (-)                                                   | ? (-) ∞ ? (-)                                                   |
| Grootouders                                       | Fulco V van Anjou (1091-1143) ∞ Melisende van Jeruzalem (1096–1161) | Fulco V van Anjou (1091-1143) ∞ Melisende van Jeruzalem (1096–1161) | Fulco V van Anjou (1091-1143) ∞ Melisende van Jeruzalem (1096–1161) | Fulco V van Anjou (1091-1143) ∞ Melisende van Jeruzalem (1096–1161) | Johannes Komnenos (1113-1159) ∞ Maria Taronitissa (-1126)       | Johannes Komnenos (1113-1159) ∞ Maria Taronitissa (-1126)       | Johannes Komnenos (1113-1159) ∞ Maria Taronitissa (-1126)       | Johannes Komnenos (1113-1159) ∞ Maria Taronitissa (-1126)       |
| Ouders                                            | Amalrik I van Jeruzalem (1136-1174) ∞ Maria Comnena (1154–1217)     | Amalrik I van Jeruzalem (1136-1174) ∞ Maria Comnena (1154–1217)     | Amalrik I van Jeruzalem (1136-1174) ∞ Maria Comnena (1154–1217)     | Amalrik I van Jeruzalem (1136-1174) ∞ Maria Comnena (1154–1217)     | Amalrik I van Jeruzalem (1136-1174) ∞ Maria Comnena (1154–1217) | Amalrik I van Jeruzalem (1136-1174) ∞ Maria Comnena (1154–1217) | Amalrik I van Jeruzalem (1136-1174) ∞ Maria Comnena (1154–1217) | Amalrik I van Jeruzalem (1136-1174) ∞ Maria Comnena (1154–1217) |

## Isabella in fictie
Isabella verscheen in diverse literaire werken, ze is een belangrijk personage in Graham Shelby's The Knights of Dark Renown (1969) en het vervolg The Kings of Vaint Intent (1970). Shelby idealiseert haar huwelijk met Humpfrey, en centreert ze als zijn romantische koppel in het boek. Hij zet haar vervolgens neer als een vrouw die geslagen en verkracht werd door Koenraad in een sadistische relatie. Deze plotwending steunt in werkelijkheid niet op enig bewijs. Shelby concludeert in zijn boek dat Isabella de moord op Koenraad heeft opgezet uit wraak voor zijn gedrag.
Ze is het hoofdpersonage in Alan Gordens The Widow of Jerusalem (2003), waarin de relatie met Koenraad wat vriendelijker verloopt, ze wordt geïntroduceerd als een verveeld, verwend en bruisende jonge vrouw. Naarmate het boek vordert wordt ze volwassener, ze komt er pas na de dood van haar man achter dat hij van haar hield. De latere dood van Hendrik van Champagne wordt onderzocht door Theophilos.